# Chelidonichthys obscurus
Chelidonichthys obscurus — вид риб з родини триглові (Triglidae).
Поширений у Егейському морі, біля Британських островів та Мавританії. Також мешкає в Східному Атлантичному океані, де вони зустрічаються на глибині 170 метрів.
Загальна довжина тіла до 34 см.
Цей вид має комерційне значення.